# FLYWCH2
FLYWCH2 (англ. FLYWCH family member 2) – білок, який кодується однойменним геном, розташованим у людей на 16-й хромосомі. Довжина поліпептидного ланцюга білка становить 140 амінокислот, а молекулярна маса — 14 564.
| 10         |  | 20         |  | 30         |  | 40         |  | 50         |
| ---------- |  | ---------- |  | ---------- |  | ---------- |  | ---------- |
| MPLPEPSEQE |  | GESVKASQEP |  | SPKPGTEVIP |  | AAPRKPRKFS |  | KLVLLTASKD |
| STKVAGAKRK |  | GVHCVMSLGV |  | PGPATLAKAL |  | LQTHPEAQRA |  | IEAAPQEPEQ |
| KRSRQDPGTD |  | RTEDSGLAAG |  | PPEAAGENFA |  | PCSVAPGKSL |  |            |

A: Аланін

C: Цистеїн

D: Аспарагінова кислота

E: Глутамінова кислота

F: Фенілаланін

G: Гліцин

H: Гістидин

I: Ізолейцин

K: Лізин

L: Лейцин

M: Метіонін

N: Аспарагін

P: Пролін

Q: Глутамін

R: Аргінін

S: Серин

T: Треонін

Кодований геном білок за функцією належить до фосфопротеїнів. 